# 黒田美礼
黒田 美礼（くろだ みれい、1978年4月20日 - ）は、日本の元タレント、元グラビアアイドル。

## 人物・来歴
1994年（平成6年）頃は、高梨綾香や小池秋生の名で、雑誌 『スーパー写真塾』、『プチセラTYHOON』などのグラビアページに登場していた。写真横のエッセイにいわく「胸が大きくなり始めたのは小学校5年生の頃から。男子に胸をからかわれて、泣いたこともあった」という。
駅で電車の切符を買おうとした時にスカウトされる（初デビュー時か再デビュー時かは不詳）。
1995年（平成7年）に、黒田美礼名義で再デビュー。
1996年（平成8年）、フジテレビビジュアルクイーンに青木裕子 (1977年生)、稲田千花、山田まりやらと共に選ばれる。
1996年の段階で、当時の所属事務所全面協力のもと、週刊アスキー編集部による編集・制作のオフィシャルホームページ「Mirei on the NET」を週刊アスキーホームページ上に開設。
1990年代後半を代表するグラビアアイドルの一人として、多くの雑誌の写真ページを飾った。
その後、結婚して主婦となり、事実上の引退。

## 書籍

### 写真集
- 1996.04 Seventeen（英知出版 撮影：斉木弘吉）ISBN 978-4754211226
- 1996.10 果実（ワニブックス 撮影：河野英喜）ISBN 978-4847024412
- 1997.06 mirei（ぶんか社 撮影：西田幸樹）ISBN 978-4821121489
- 1998.04 Start from Zero（音楽専科社 撮影：尾形正茂）ISBN 978-4-872790085
- 1999.07 mithras（ぶんか社 撮影：上野勇）ISBN 978-4-8211-2274-5

### イメージビデオ
- 黒田美礼イメージビデオ（1996年、スコラ）
- 黒田美礼 VISUAL QUEEN（1996年8月、ポニーキャニオン）
- テキーラサンライズ（1996年12月、バンダイミュージックエンタテインメント）
- BREAK QUEEN「黒田美礼 Version Up た・わ・わ」（1998年5月、ジェネオンエンタテインメント）
- 水着でドキッ!（1997年4月、芳友メディアプロデュース）
- ファイナル・ビューティー（1997年7月、竹書房）

### イメージDVD
- 水着でドキッ!（1997年4月、芳友メディアプロデュース）
- アイドル黄金伝説 黒田美礼（2001年5月、ブロードウェイ）
- recollections（2002年3月、日本メディアサプライ）

## 主な出演作品

### テレビ番組
- 龍の金印（ANB）
- ふうふうごはん（フジテレビ）
- 新Stardas（フジテレビ）

### テレビCM
- ブライダル商事フォビス
- 中古車のTAX（1997年）
- 日本コカ・コーラ「ミニッツメイド」

### ゲームソフト
- プラドルDISC Vol.4 黒田美礼（1997年、SadaSoft） セガサターン用ゲームソフト

### PCソフト
- ブラインドタッチマスター Ver.Mirei Kuroda（ポニーキャニオン）

### 雑誌
- 宝島（1996年8月 表紙・巻頭グラビア）
- DeCup'98